# النتائج المترتبة على النازية
أثرت النازية وأعمال الدولة الألمانية النازية بشكل عميق على العديد من البلدان والمجتمعات والأشخاص قبل وأثناء وبعد الحرب العالمية الثانية. إن محاولة النظام لإبادة العديد من الجماعات التي اعتبرتها الإيديولوجية النازية غير إنسانية قد توقفت في النهاية من خلال الجهود المشتركة التي بذلها الحلفاء في زمن الحرب برئاسة بريطانيا والاتحاد السوفيتي والولايات المتحدة.

## الشعب اليهودي
من بين 15 مليون يهودي في العالم في عام 1939، قُتل أكثر من الثلث في الهولوكوست. من بين ثلاثة ملايين يهودي في بولندا، معقل الثقافة اليهودية الأوروبية، نجا أقل من 350,000. كان معظم اليهود الباقين في أوروبا الشرقية والوسطى لاجئين معدمين، غير قادرين أو غير راغبين في العودة إلى بلدان أصبحت دولًا دمية تابعة للاتحاد السوفيتي أو بلدان شعروا أنها خانتهم لصالح النازيين.

## بولندا

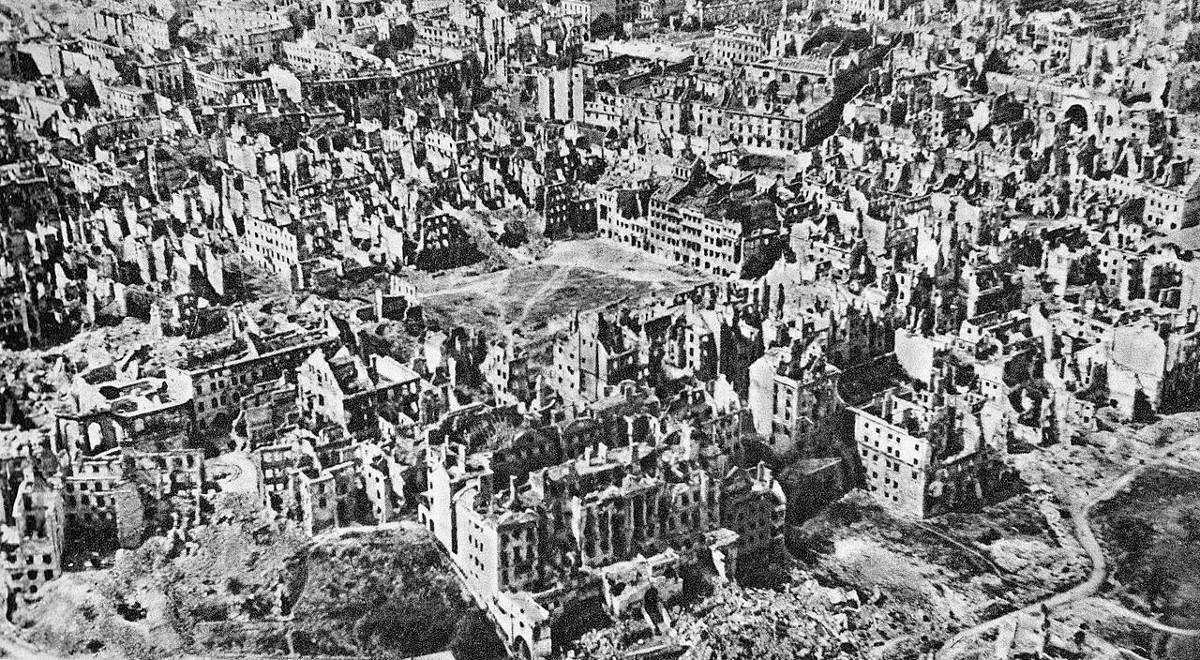
خلال الحرب العالمية الثانية، دمرت القوات الألمانية 85٪ من المباني في وارسو.

كان النازيون يعتزمون تدمير الأمة البولندية تمامًا. في عام 1941، قررت القيادة النازية أن يتم تطهير بولندا تمامًا من البولنديين العرقيين في غضون 10 إلى 20 عامًا واستيطانهم بواسطة المستعمرين الألمان. منذ بداية الاحتلال، كانت سياسة ألمانيا تتمثل في نهب واستغلال الأراضي البولندية، وتحويلها إلى معسكر اعتقال ضخم للبولنديين الذين تم إبادتهم في النهاية تحت «أونترمينش». تسببت سياسة النهب والاستغلال في خسائر فادحة في الصناعة البولندية والبنية التحتية والمعالم الثقافية، حيث بلغت تكلفة الدمار من قبل الألمان وحدهم حوالي 525 مليار يورو أو 640 مليار دولار. تم تدمير الصناعة المتبقية إلى حد كبير أو نقلها إلى روسيا من قبل قوات الاحتلال السوفياتي بعد الحرب.
أفاد تقرير الحكومة البولندية الرسمي عن خسائر الحرب الذي تم إعداده في عام 1947 عن 6,028,000 من ضحايا الحرب من بين سكان يبلغ عددهم 27,007,000 من البولنديين واليهود وحدهم. لأسباب سياسية، استبعد التقرير الخسائر التي لحقت بالاتحاد السوفيتي والخسائر بين المواطنين البولنديين من أصل أوكراني وبلاروسي.
تم نقل الحدود الشرقية لبولندا غربًا إلى خط كورزون. تم تعويض الخسارة الإقليمية الناتجة بحوالي 188,000 كيلومتر مربع (كان يسكنه في السابق 5.3 مليون من أصل بولندي ) بإضافة 111000 كيلومتر مربع من الأراضي الألمانية السابقة شرق خط أودر-نايسه (كان يسكنه في السابق 11.4 مليون من أصل ألماني ). كما وقعت عمليات خطف للأطفال البولنديين على يد ألمانيا، حيث تم أخذ أطفال يعتقد أنهم يحملون دمًا ألمانيًا؛ 20,000-200000  تم نقل الأطفال البولنديين بعيدا عن والديهم. من بين المختطفين، عاد 10-15٪ منهم فقط إلى منازلهم. تم القضاء على النخب البولندية وقتل أكثر من نصف المثقفين البولنديين. فقدت بعض المهن 20-50 ٪ من أعضائها، على سبيل المثال 58٪ من المحامين البولنديين، و38 ٪ من الأطباء و28 ٪ من العاملين في الجامعة تم إبادة من قبل النازيين. تم هدم العاصمة البولندية وارسو من قبل القوات الألمانية ومعظم مدنها القديمة والحديثة طمرت تحت الأنقاض (على سبيل المثال فروتسواف) أو فقدت لصالح الاتحاد السوفيتي (على سبيل المثال لفيف). بالإضافة إلى ذلك، أصبحت بولندا دولة تابعة للاتحاد السوفيتي، وظلت تحت الحكم الشيوعي السوفيتي حتى عام 1989. القوات الروسية لم تنسحب من بولندا حتى عام 1993.

## أوروبا الوسطى
نتيجة للحرب والاحتلال السوفيتي، وجدت بلدان أوروبا الوسطى نفسها تحت «مجال النفوذ السوفياتي» (كما تم الاتفاق عليه في مؤتمر يالطا). عقب الحرب مباشرة، تم إنشاء حكومات اشتراكية على النمط السوفيتي في جميع هذه البلدان، وأُلغي أي شكل من أشكال الديمقراطية على النمط الغربي التي كانت قائمة قبل الحرب. نتيجة لعدم مشاركة حلف وارسو في خطة مارشال، وكذلك البنية التحتية الصناعية التي اتخذها السوفييت، تباطأ الانتعاش الاقتصادي بشكل كبير.

## الاتحاد السوفياتي
حوالي 26 مليون مواطن سوفيتي لقوا حتفهم نتيجة للغزو النازي للاتحاد السوفياتي، بما في ذلك حوالي 10،651000 جندي لقوا حتفهم في معارك ضد جيوش هتلر أو لقوا حتفهم في معسكرات أسرى الحرب. كما مات ملايين المدنيين بسبب الجوع والفظائع والمذابح، وتم تدمير منطقة شاسعة من الاتحاد السوفيتي من ضواحي موسكو ونهر الفولغا إلى الحدود الغربية وتقليص عدد سكانها. تسبب الدمار الشامل هناك في إلحاق أضرار بالغة بالاقتصاد السوفيتي والمجتمع والنفسية الوطنية. وشملت حصيلة القتلى حوالي 1.5 مليون يهودي سوفيتي قتلوا على يد الغزاة الألمان. كان الدمار الشامل والقتل الجماعي أحد الأسباب وراء قيام الاتحاد السوفيتي بتثبيت دول الأقمار الصناعية في أوروبا الوسطى؛ كما تأمل الحكومة في استخدام الدول كمنطقة عازلة ضد أي غزوات جديدة من الغرب. وقد ساعد ذلك في تحطيم التحالف في زمن الحرب بين الاتحاد السوفيتي والحلفاء الغربيين، مما مهد الطريق للحرب الباردة، التي استمرت حتى عام 1989، قبل عامين من انهيار الاتحاد السوفيتي في عام 1991. تم تعريف الثقافة السوفيتية في الخمسينيات بنتائج الحرب الوطنية العظمى.
إلى الشمال، وصل الألمان لينينغراد (سانت بطرسبرغ) في أغسطس 1941. كانت المدينة محاصرة في 8 سبتمبر، وبدأ حصارًا استمر 900 يوم قضى خلاله حوالي 1.2 مليون مواطن نحبهم.
من بين 5.7 مليون أسير حرب سوفييتي أسرهم الألمان، مات أكثر من 3.5 مليون بينما كانوا في الأسر الألمانية بحلول نهاية الحرب. في 11 فبراير 1945، في ختام مؤتمر يالطا، وقعت الولايات المتحدة والمملكة المتحدة اتفاقية إعادة إلى الوطن مع الاتحاد السوفياتي. أدى تفسير هذه الاتفاقية إلى الإعادة القسرية لجميع السوفييت بغض النظر عن رغباتهم. يُعتقد أن الملايين من أسرى الحرب السوفيت والعاملين بالإكراه الذين نُقلوا إلى ألمانيا قد عوملوا على أنهم خونة وجبان وفرّون عند عودتهم إلى الاتحاد السوفيتي (انظر الأمر رقم 270). البيانات الإحصائية من المحفوظات السوفيتية، والتي أصبحت متاحة بعد البيريسترويكا، تشهد على أن الزيادة الإجمالية لسكان غولاغ كانت ضئيلة خلال 1945-1946  وأن 272,867 فقط من أسرى الحرب السوفيت العائدين والمدنيين (من أصل 4,199,488) تم سجنهم.

### روسيا البيضاء
فقدت بيلاروس ربع سكانها قبل الحرب، بما في ذلك جميع نخبها الفكرية و90 ٪ من السكان اليهود في البلاد. في أعقاب معارك تطويق دموية، احتل الألمان جميع أراضي روسيا البيضاء الحالية بحلول نهاية أغسطس 1941. فرض النازيون نظامًا وحشيًا، وقاموا بترحيل حوالي 380,000 شابًا للقيام بأعمال السخرة، وقتلوا مئات الآلاف من المدنيين الآخرين. تم تدمير ما لا يقل عن 5,295 مستوطنة بيلاروسية على أيدي النازيين وقتل بعض أو جميع سكانها (من بين 9,200 مستوطنة أُحرقت أو دُمرت بطريقة أخرى في بيلاروسيا خلال الحرب العالمية الثانية). تم إحراق أكثر من 600 قرية مثل خاتين بجميع سكانها. تم تدمير أكثر من 209 مدينة وبلدة (من إجمالي 270). أعلن هيملر عن خطة تم بموجبها تخصيص 3/4 من السكان البيلاروسيين «للإستئصال» وسيتم السماح 1/4 من السكان الأكثر نظافة عرقيا (العيون الزرقاء والشعر الفاتح) بخدمة الألمان كعبيد (أوستأربايتر).
ترفع بعض التقديرات الحديثة عدد البيلاروسيين الذين لقوا حتفهم في الحرب إلى «3 ملايين و 650 ألف شخص، على عكس 2.2 مليون سابقا. وهذا يعني حوالي 40 ٪ من سكان بيلاروسيا قبل الحرب لقوا حتفهم (بالنظر إلى حدود بيلاروسيا الحالية).»  هذا يمثل 15٪ من حدود بولندا بعد الحرب و19٪ من السكان الأوكرانيين في حدود ما بعد الحرب و2٪ من سكان تشيكوسلوفاكيا الذين لقوا حتفهم في حدود ما بعد الحرب.

### أوكرانيا
تتراوح تقديرات الخسائر السكانية في أوكرانيا بين 7 ملايين و11 مليون. تم تدمير أكثر من 700 مدينة وبلدة و28000 قرية.

## يوغوسلافيا

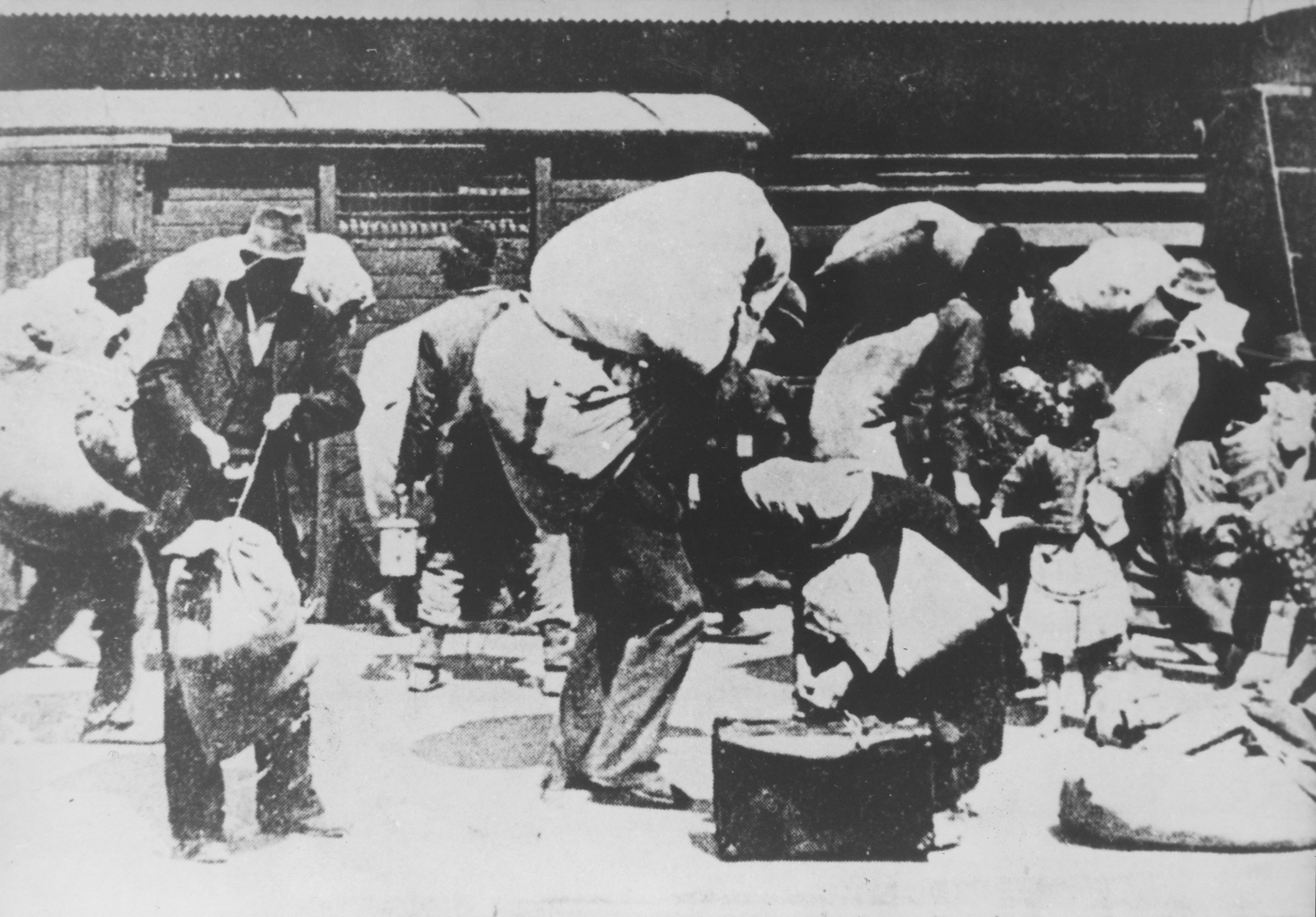
نظرًا لمعارضتهم القوية للنازية، كان الصرب يعتبرون أعداء لألمانيا النازية. إلى جانب اليهود، قُتل الصرب وطُردوا في يوغوسلافيا وقت الحرب.

تشير التقديرات إلى أن 1700000 شخص قتلوا خلال الحرب العالمية الثانية في يوغوسلافيا من 1941 إلى 1945. كانت خسائر كبيرة للغاية بين الصرب الذين عاشوا في البوسنة وكرواتيا، وكذلك الأقليات اليهودية والغجر، مع خسائر كبيرة أيضا بين جميع السكان الآخرين غير المتعاونين. في صيف عام 1941، جاءت الانتفاضة الصربية في وقت الغزو الألماني للاتحاد السوفياتي. كان الرد النازي هو إعدام 100 مدني صربي لكل جندي قتيل و50 مدنيا صربيًا لكل جندي جريح. خاض الثوار اليوغوسلاف حملة حرب عصابات ضد المحور وحرب أهلية ضد الشيتنيك. تم تأسيس دولة كرواتيا المستقلة كدولة عميلة للنازية، تحكمها الميليشيا الفاشية المعروفة باسم أوستاش. خلال هذا الوقت، أنشأت دولة كرواتيا المستقلة معسكرات للإبادة ضد الفاشيين والشيوعيين والصرب والمسلمين والغجر واليهود، أحد معسكرات الاعتقال في جاسينوفاتش. قتل عدد كبير من الرجال والنساء والأطفال، معظمهم من الصرب، في هذه المعسكرات.

## أوروبا الغربية
بريطانيا وفرنسا، وهما من المنتصرين، استنفذتا وأفلستا بسبب الحرب، وفقدت بريطانيا مكانتها كقوة عظمى. مع تدمير ألمانيا واليابان أيضًا، ترك العالم بقوتين مهيمنتين، الولايات المتحدة والاتحاد السوفيتي. الواقع الاقتصادي والسياسي في أوروبا الغربية سوف يفرض قريبًا تفكيك الإمبراطوريات الاستعمارية الأوروبية، وخاصة في إفريقيا وآسيا.
كان من أهم العواقب السياسية للتجربة النازية في أوروبا الغربية إقامة تحالفات سياسية جديدة أصبحت في نهاية المطاف الاتحاد الأوروبي وتحالفًا عسكريًا دوليًا من الدول الأوروبية المعروفة باسم حلف شمال الأطلسي لموازنة حلف وارسو السوفياتي وحتى الحكم الشيوعي في انتهت أوروبا الشرقية في أواخر الثمانينات.
خرج الشيوعيون من الحرب وهم يتقاسمون المكانة الهائلة للقوات المسلحة السوفيتية المنتصرة، وبدا لفترة قصيرة كما لو أنهم ربما سيطروا على السلطة في فرنسا وإيطاليا واليونان. تصرف الغرب بسرعة لمنع حدوث ذلك، ومن هنا بدات الحرب الباردة.

## اليونان
في اليونان، دمر الاحتلال الألماني (أبريل 1941 - أكتوبر 1944) الاقتصاد من خلال تعويضات الحرب، ونهب موارد البلاد والتضخم المفرط. بالإضافة إلى ذلك، ترك الألمان معظم البنية التحتية للبلاد في حالة خراب أثناء انسحابهم في عام 1944. نتيجة للحصار الذي فرضه الحلفاء واللامبالاة الألمانية بالاحتياجات المحلية، تميز أول شتاء من الاحتلال بالمجاعة على نطاق واسع في المراكز الحضرية الرئيسية، حيث قتل ما يصل إلى 300000 مدني بسبب الجوع. على الرغم من أن مستويات الجوع هذه لم تتكرر في السنوات التالية، إلا أن سوء التغذية كان شائعًا طوال فترة الاحتلال. بالإضافة إلى ذلك، تم إعدام الآلاف من قبل القوات الألمانية كعمليات انتقامية للأنشطة الثورية. كجزء من الهولوكوست، تم القضاء على الجالية اليهودية في اليونان تقريبًا، خاصةً مجتمع سيفاردي الكبير في تسالونيكي، الذي أعطى المدينة لقب «أم إسرائيل» واستقر فيها أولاً في أوائل القرن السادس عشر.

## ألمانيا

الأراضي المفقودة ومناطق الاحتلال بعد الحرب في ألمانيا

مات أكثر من 8 ملايين ألماني، بمن فيهم قرابة مليوني مدني، خلال الحرب العالمية الثانية (انظر خسائر الحرب العالمية الثانية). بعد نهاية الحرب في أوروبا تم تكبد خسائر إضافية خلال احتلال الحلفاء وكذلك خلال عمليات طرد السكان التي تلت ذلك.
بعد الحرب، كان ينظر إلى الشعب الألماني في كثير من الأحيان بازدراء لأن الأوروبيين الآخرين ألقوا باللوم عليهم في جرائم النازية. تعرض الألمان الذين ذهبو للخارج، وخاصة في الخمسينيات والستينيات، إهانات من السكان المحليين، ومن الأجانب الذين ربما فقدوا عائلاتهم أو أصدقائهم في هذه الأعمال الوحشية. اليوم في أوروبا وفي جميع أنحاء العالم (لا سيما في البلدان التي قاتلت المحور)، قد يتم إستحقار الألمان من قبل كبار السن الذين كانوا على قيد الحياة وعاصرو الأعمال الوحشية التي ارتكبها الألمان النازيون خلال الحرب العالمية الثانية. مما تسبب في العديد من المناقشات والصفوف بين العلماء والسياسيين في مرحلة ما بعد الحرب في ألمانيا الغربية (على سبيل المثال، " هيستوريك إرستريت " [المجادلة المؤرخين] في الثمانينات) وبعد التوحيد. هنا، كان النقاش حول الدور الذي يجب أن تلعبه ألمانيا الموحدة في العالم وفي أوروبا. تتعلق رواية برنارد شلينك " القارئ بكيفية تعامل الألمان بعد الحرب مع هذه القضية.
في أعقاب الحرب العالمية الثانية، شرع الحلفاء في برنامج لإزالة الأسلحة النووية، ولكن مع اشتداد الحرب الباردة، تم تقليص هذه الجهود في الغرب.
دمرت ألمانيا نفسها والاقتصاد الألماني، حيث تم تدمير أجزاء كبيرة من معظم المدن الكبرى بسبب تفجيرات قوات الحلفاء والسيادة التي أخذها الحلفاء والأراضي المليئة بملايين اللاجئين من المقاطعات الشرقية السابقة التي قرر الحلفاء ضمها إلى الاتحاد السوفيتي وبولندا، مع نقل الحدود الألمانية الشرقية غربًا إلى خط أودر-نايسه وتقليص مساحة ألمانيا فعليًا بنسبة 25٪ تقريبًا (انظر أيضًا مؤتمر بوتسدام). تم تقسيم الأجزاء المتبقية من ألمانيا بين الحلفاء واحتلت من قبل القوات البريطانية (الشمال الغربي) والفرنسية (الجنوب الغربي) والأمريكية (الجنوب) والقوات السوفيتية (الشرق).
استمرت عمليات طرد الألمان من المناطق المفقودة في الشرق (انظر أيضًا الأراضي الشرقية السابقة لألمانيا) وأراضي السوديت وأماكن أخرى في أوروبا الشرقية لعدة سنوات. بلغ عدد المغتربين الألمان حوالي 15,000,000. تتراوح تقديرات عدد الوفيات المرتبطة بالطرد من أقل من 500000 إلى 3 ملايين.  

بعد وقت قصير، حطم الحلفاء المشاكل الإيديولوجية (الشيوعية مقابل الرأسمالية)، وبالتالي أنشأ الجانبان مجالات نفوذهم الخاصة، وخلقوا تقسيمًا غير موجود مسبقًا في ألمانيا بين الشرق والغرب (على الرغم من أن التقسيم كان يتبع حدود الدول إلى حد كبير) التي كانت موجودة في ألمانيا قبل توحيد بسمارك قبل أقل من 100 عام).
تمت صياغة دستور لألمانيا الشرقية في 30 مايو 1949. تم انتخاب فيلهلم بايك، زعيم حزب الوحدة الاشتراكية الألمانية (SED) (الذي تم إنشاؤه بواسطة الاندماج القسري للحزب الاجتماعي الديمقراطي في ألمانيا (SPD) والحزب الشيوعي الألماني (KPD) في القطاع السوفيتي). أول رئيس لجمهورية ألمانيا الديمقراطية.
ألمانيا الغربية، (رسميًا: جمهورية ألمانيا الفيدرالية، FRG - لا يزال هذا هو الاسم الرسمي لألمانيا الموحدة اليوم) التي حصلت عليها (بحكم الأمر الواقع) شبه السيادة في عام 1949، وكذلك الدستور، وسمي القانون الأساسي لجمهورية ألمانيا الاتحادية. لم يتم استدعاء الوثيقة رسميًا كدستور، كما في هذه المرحلة، كان لا يزال يأمل أن يتم توحيد الدولتين الألمانية في المستقبل القريب.
أجريت أول انتخابات حرة في ألمانيا الغربية في عام 1949، والتي فاز بها الحزب الديمقراطي المسيحي في ألمانيا (CDU) (المحافظون) بفارق ضئيل. كونراد أديناور، عضو في حزب الاتحاد الديمقراطي المسيحي، كان أول مستشار لألمانيا الغربية.
سكت كلتا الدولتين الألمانيتين، في عام 1948، عملتهما الخاصة، التي سميت بالعامية الغربية مارك وأوست مارك (مارك غربي ومارك شرقي).
لا تزال القوات الأجنبية موجودة في ألمانيا اليوم، على سبيل المثال قاعدة رامشتين الجوية، لكن غالبية القوات غادرت بعد نهاية الحرب الباردة (بحلول عام 1994 للقوات السوفيتية، بموجب التكليف بموجب معاهدة التسوية النهائية فيما يتعلق بألمانيا وفي منتصف التسعينات للقوات الغربية). أعلنت إدارة بوش في الولايات المتحدة في عام 2004 عن نيتها سحب معظم القوات الأمريكية المتبقية من ألمانيا في السنوات المقبلة. خلال الأعوام 1950-2000، تمركز أكثر من 1000000 من العسكريين الأمريكيين في ألمانيا.
أعيد بناء اقتصاد ألمانيا الغربية بحلول منتصف الخمسينيات بفضل التخلي في منتصف عام 1947 عن بعض الآثار الأخيرة لخطة مورغينثاو وإلى تقليل تعويضات الحرب المفروضة على ألمانيا الغربية (انظر أيضًا المعجزة الاقتصادية الألمانية). بعد الضغط من قبل هيئة الأركان المشتركة والجنرالات كلاي ومارشال، أدركت إدارة ترومان أن الانتعاش الاقتصادي في أوروبا لا يمكن أن يتقدم دون إعادة بناء القاعدة الصناعية الألمانية التي كانت تعتمد عليها في السابق. في يوليو 1947، ألغى الرئيس هاري إس. ترومان «لأسباب أمنية قومية» العقوبة JCS 1067 ، والتي وجهت قوات الاحتلال الأمريكية في ألمانيا إلى «عدم اتخاذ خطوات نحو إعادة التأهيل الاقتصادي لألمانيا». تم استبدالها بـ JCS 1779، والتي شددت بدلاً من ذلك على أن «أوروبا المنظمة المزدهرة تتطلب مساهمات اقتصادية من ألمانيا مستقرة ومنتجة».
تم وضع قيود على المستويات المسموح بها من الإنتاج الألماني من أجل منع عودة النزعة العسكرية الألمانية، والتي شمل جزء منها فرض قيود شديدة على إنتاج الصلب الألماني وأثر على بقية الاقتصاد الألماني بشكل سلبي للغاية (انظر «الخطط الصناعية لألمانيا»). حدث تفكيك المصانع من قبل فرنسا وبريطانيا العظمى كتعويضات ولغرض خفض القدرة العسكرية الألمانية والإمكانات الاقتصادية بموجب «مستوى الخطط الصناعية» (توقف في عام 1951)، ولكن إلى أي مكان بالقرب من نطاق التفكيك والنقل إلى الاتحاد السوفيتي للمصانع في المنطقة الشرقية للاحتلال. لم تقبل الكتلة الشرقية خطة مارشال، ونددت بأنها إمبريالية اقتصادية أمريكية، وبالتالي فإنها (بما في ذلك ألمانيا الشرقية) تعافت ببطء أكثر من نظيراتها الغربية. تم تقليص السيطرة السياسية والاقتصادية الألمانية على المراكز الصناعة الرئيسية المتبقية، كانت منطقة الرور تحت السيطرة الدولية. تم فرض اتفاقية الرور على الألمان كشرط للسماح لهم بإنشاء جمهورية ألمانيا الاتحادية. (انظر أيضًا الهيئة الدولية للرور (IAR)). في النهاية، أدت بداية الحرب الباردة إلى زيادة سيطرة ألمانيا على المنطقة، على الرغم من محدوديتها بشكل دائم بتجميع الفحم والصلب الألماني في مجتمع متعدد الجنسيات في عام 1951 (انظر مجتمع الفحم والصلب الأوروبي). منطقة سار المجاورة، التي تحتوي على الكثير من رواسب الفحم المتبقية في ألمانيا، التي سلمتها الولايات المتحدة للإدارة الاقتصادية الفرنسية في عام 1947 ولم تعد سياسياً إلى ألمانيا حتى يناير 1957، مع إعادة الاندماج الاقتصادي بعد بضع سنوات. (انظر أيضا خطة مونيه). تم تسليم سيليزيا العليا، ثاني أكبر مركز للتعدين والصناعة في ألمانيا، إلى بولندا في مؤتمر بوتسدام.
صادر الحلفاء الملكية الفكرية ذات القيمة الكبيرة، وجميع براءات الاختراع الألمانية، سواء في ألمانيا أو في الخارج، واستخدموها لتعزيز قدرتهم التنافسية الصناعية من خلال ترخيصهم لشركات الحلفاء. ابتداءً من الاستسلام الألماني واستمراره خلال العامين المقبلين، تابعت الولايات المتحدة برنامجًا قويًا لجني كل المعرفة التكنولوجية والعلمية وكذلك جميع براءات الاختراع في ألمانيا. توصل جون جيمبل إلى استنتاج، في كتابه «العلوم والتكنولوجيا والتعويضات: الاستغلال والنهب في ألمانيا ما بعد الحرب»، بأن «التعويضات الفكرية» التي أختها الولايات المتحدة والمملكة المتحدة بلغت حوالي 10 مليارات دولار. خلال أكثر من عامين من تطبيق هذه السياسة، لم يتم إجراء أي بحث صناعي في ألمانيا، لأن أي نتائج كانت ستتاح تلقائيًا للمنافسين الأجانب الذين شجعتهم سلطات الاحتلال للوصول إلى جميع السجلات والمرافق. وفي الوقت نفسه، تم توظيف الآلاف من أفضل الباحثين الألمان في الاتحاد السوفياتي وفي الولايات المتحدة (انظر أيضًا عملية مشبك الورق)
لعدة سنوات بعد الاستسلام كانت مستويات التغذية الألمانية منخفضة للغاية، مما أدى إلى ارتفاع معدلات الوفيات. طوال عام 1945، ضمنت قوات الاحتلال الأمريكية عدم وصول المساعدات الدولية إلى الألمان العرقيين. كان موجهاً إلى أن كل الإغاثة شتذهب إلى النازحين غير الألمان، وأسرى الحلفاء المحررون، ونزلاء معسكرات الاعتقال. خلال عام 1945، قدّر أن المواطن الألماني العادي في مناطق الاحتلال الأمريكي والبريطاني حصل على 1200 سعر حراري يوميًا. وفي الوقت نفسه، كان النازحون غير الألمان يتلقون 2300 سعرة حرارية من خلال واردات الأغذية الطارئة ومساعدة الصليب الأحمر. في أوائل أكتوبر عام 1945، أقرت حكومة المملكة المتحدة سراً في اجتماع مجلس الوزراء أن معدلات الوفيات بين البالغين المدنيين الألمان قد ارتفعت إلى 4 أضعاف مستويات ما قبل الحرب وأن معدلات الوفيات بين الأطفال الألمان ارتفعت بمقدار 10 أضعاف مستويات ما قبل الحرب. تم حل الصليب الأحمر الألماني، وتم منع الصليب الأحمر الدولي وغيره من وكالات الإغاثة الدولية المسموح بها من مساعدة الألمان من خلال فرض قيود صارمة على الإمدادات. لم يُسمح للوكالات القليلة المسموح لها بمساعدة الألمان، مثل Caritasverband، باستخدام الإمدادات المستوردة. عندما حاول الفاتيكان نقل الإمدادات الغذائية من شيلي إلى الأطفال الألمان، حظرت وزارة الخارجية الأمريكية ذلك. وصل وضع الغذاء الألماني إلى أسوأ حالاته خلال فصل الشتاء شديد البرودة في الفترة 1946-1947 عندما تراوحت كمية السعرات الحرارية الألمانية بين 1000 و 1500 سعرة حرارية في اليوم، مما زاد الوضع سوءًا بسبب النقص الشديد في الوقود للتدفئة. وفي الوقت نفسه، كان الحلفاء يتغذون بشكل جيد، وكان متوسط السعرات الحرارية للبالغين؛ 3200 - 3300 دولار أمريكي؛ المملكة المتحدة 2900؛ الجيش الأمريكي 4000. كان معدل وفيات الرضع الألمان ضعف مثيله في الدول الأخرى في أوروبا الغربية حتى نهاية عام 1948.
كما هو متفق عليه من قبل الحلفاء في مؤتمر يالطا بشان استخدام الألمان كعمال سخرة كجزء من التعويضات للعمل في البلدان التي دمرها العدوان النازي. بحلول عام 1947، تم تقدير أن 4000,000 ألماني (مدنيون وأسرى حرب) كانوا يستخدمون كسخرة من قبل الولايات المتحدة وفرنسا والمملكة المتحدة والاتحاد السوفيتي. على سبيل المثال، أجبر السجناء الألمان على تطهير حقول الألغام في فرنسا والبلدان المنخفضة. بحلول ديسمبر 1945، قدرت السلطات الفرنسية أن 2000 سجين ألماني قتلو أو شوهو كل شهر في حوادث. في النرويج، يُظهر آخر سجل متاح للخسائر البشرية، اعتبارًا من 29 أغسطس 1945، أنه بحلول ذلك الوقت، مات 275 جنديًا ألمانيًا أثناء إزالة الألغام، بينما تم تشويه 392. تتراوح معدل الوفيات بين المدنيين الألمان الذين يقومون بأعمال السخرة في الاتحاد السوفيتي بين 19٪ و39٪، حسب الفئة. (انظر أيضا العمل القسري الألمان في الاتحاد السوفيتي).
كتب نورمان نيمارك في «الروس في ألمانيا: تاريخ منطقة الاحتلال السوفياتي، 1945-1949». أنه على الرغم من أن العدد الدقيق للنساء والفتيات اللائي تعرضن للاغتصاب على أيدي أفراد من الجيش الأحمر في الأشهر السابقة والسنوات التي تلت الاستسلام لن يكون معروفًا على الإطلاق، فمن المحتمل أن يصل عددهن إلى مئات الآلاف، وربما يصل إلى أكثر من 2,000,000 ضحية. تم اغتصاب العديد من هؤلاء الضحايا مرارًا وتكرارًا. صرح نيمارك بأنه لم يكن على كل ضحية تحمل الصدمة معها طوال بقية أيامها فحسب ، بل إنها تسببت في صدمة جماعية هائلة في الدولة الألمانية الشرقية (الجمهورية الديمقراطية الألمانية). يخلص نيمارك إلى أن «السيكولوجية الاجتماعية للنساء والرجال في منطقة الاحتلال السوفيتية تميزت بجريمة الاغتصاب منذ الأيام الأولى للاحتلال، من خلال تأسيس جمهورية ألمانيا الديمقراطية في خريف عام 1949، حتى - يمكن للمرء أن يجادل - الحاضر».
يتجلى العداء الذي تعرض له الشعب الألماني في فترة ما بعد الحرب في مصير أطفال الحرب في دول مثل النرويج حيث كان على الأطفال وأمهاتهم بعد الحرب تحمل سنوات عديدة من الإساءة. في حالة الدنمارك، فإن العداء تجاه كل الأشياء الألمانية أظهر نفسه في معاملة اللاجئين الألمان خلال الأعوام 1945 إلى 1949. خلال عام 1945 وحده توفي 7000 طفل ألماني دون سن الخامسة نتيجة حرمانهم من الطعام الكافي وحرمان الأطباء الدانمركيين الذين كانوا يخشون من تقديم المساعدة لأطفال العدو السابق من فعل غير وطني. مات الكثير من الأطفال بسبب أمراض يمكن علاجها بسهولة. نتيجة لذلك «توفي المزيد من اللاجئين الألمان في المعسكرات الدنماركية»، أكثر مما قتلهم الدنماركيون خلال الحرب بأكملها. "" 
خلال الحرب الباردة، كان من الصعب على الألمان الغربيين زيارة أقاربهم وأصدقائهم في ألمانيا الشرقية والعكس صحيح. بالنسبة إلى الألمان الشرقيين، خاصة بعد بناء سور برلين في 13 أغسطس 1961 وحتى فتح المجر حدودها في الغرب في أواخر الثمانينيات، مما سمح لمئات الآلاف من الألمان الشرقيين الذين يقضون إجازتهم بالفرار إلى أوروبا الغربية، كان الوصول إلى ألمانيا الغربية ممكنا من خلال الفرار بطريقة غير شرعية عبر المناطق الحدودية المحصنة بشكل كبير.
بعد 44 عامًا من نهاية الحرب العالمية الثانية، سقط جدار برلين في 9 نوفمبر 1989. تم لم شمل الأجزاء الشرقية والغربية من ألمانيا في 3 أكتوبر 1990.
لعب أستمرار الفروقات الاقتصادية والاجتماعية بين ألمانيا الشرقية والغربية دور رئيسي في السياسة والمجتمع في ألمانيا في الوقت الحاضر. من المحتمل أن يستمر التناقض بين الغرب الميسور بشكل عام والغرب المتنوع اقتصاديًا والشرق الأضعف الذي يعتمد على الصناعات الثقيلة على الأقل في المستقبل المنظور.

## السياسة العالمية
أدت الحرب إلى تشويه وحل عصبة الأمم وتأسيس الأمم المتحدة في 24 أكتوبر 1945. مثل سابقتها، تم إنشاء الأمم المتحدة للمساعدة في منع الحروب العالمية واحتواء أو وقف النزاعات الصغيرة. إن المبادئ المنصوص عليها في ميثاق الأمم المتحدة هي شهادة على مواقف العالم في سقوط الرايخ الثالث.

## قانون دولي

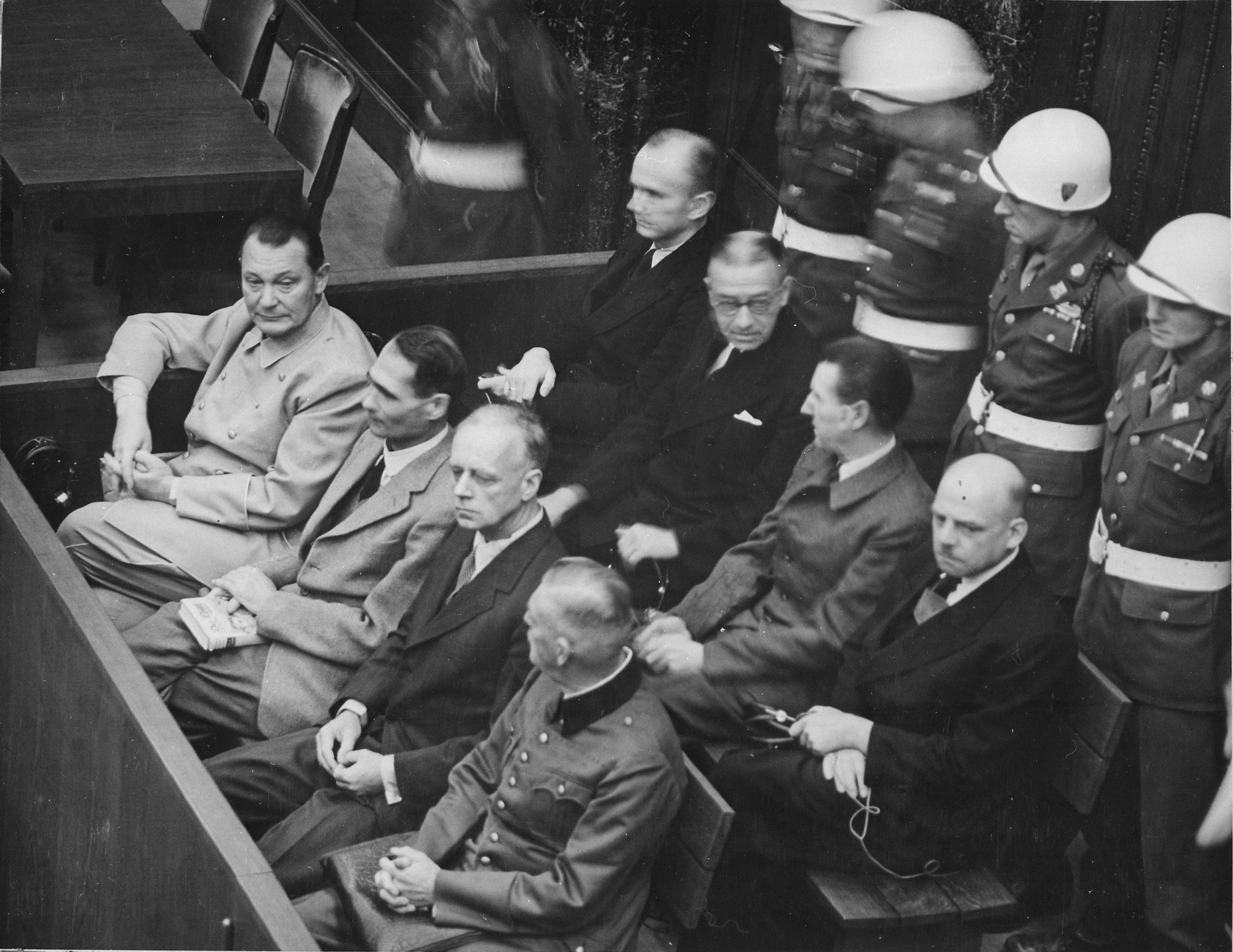
محاكمات نورمبرغ. المدعى عليهم في قفص الاتهام. كان الهدف الرئيسي للادعاء هيرمان جورينج (على الحافة اليسرى من الصف الأول من المقاعد)، والذي يعتبر أهم مسؤول ناجٍ في الرايخ الثالث بعد وفاة هتلر.

كان تأثير النازيين على القانون الدولي الحالي كبيرًا. تمت الموافقة على اتفاقية الأمم المتحدة للإبادة الجماعية، وهي سلسلة من القوانين التي جعلت الإبادة الجماعية جريمة، في ديسمبر 1948، بعد ثلاث سنوات من الهزيمة النازية. في نفس الشهر، أصبح الإعلان العالمي لحقوق الإنسان جزءًا من القانون الدولي. خلقت محاكمات نورمبرغ، التي أعقبتها محاكمات أخرى لجرائم الحرب النازية، قاعدة غير مكتوبة تنص على أن المسؤولين الحكوميين الذين «يتبعون الأوامر» من القادة في ارتكاب جرائم ضد الإنسانية لا يمكنهم استخدام مثل هذا الدافع لإعذار جرائمهم. كما كان لها تأثير من خلال اتفاقية جنيف الرابعة (المادة 33) في جعل العقوبات الجماعية جريمة حرب.

## عنصرية
بعد أن شاهد العالم معسكرات الموت النازية، بدأت العديد من الشعوب الغربية معارضة أفكار التفوق العنصري ظاهريًا. أصبحت المناهضة الليبرالية للعنصرية عنصرًا أساسيًا في العديد من الحكومات الغربية، حيث نظرت إلى المنشورات العنصرية العلنية. استمر التحرك نحو التسامح بين الثقافات المختلفة في المجتمعات الغربية حتى يومنا هذا. منذ انهيار ألمانيا النازية، كان السكان الغربيون يشعرون بالقلق من الأحزاب السياسية العنصرية، خوفًا من عودة كارثة مماثلة لعمليات التطهير التي قام بها النازيون في ألمانيا. من ناحية أخرى، يمكن القول أن مفهوم التعددية الثقافية باعتباره أحد أركان المجتمع الغربي المعاصر قد اكتسب أهمية بسبب نفس رد الفعل. تسببت أعمال النازيين في زيادة المشاعر المعادية لألمانيا.

## الجيش
دعت العقيدة العسكرية الألمانية في ظل النظام النازي باسم الحرب الخاطفة، إلى قصف مدفعي مكثف يهدف إلى إلحاق أكبر قدر من الخسائر بقوات العدو، بالإضافة إلى التأثير على معنويات الجنود المدافعين. ثم يعقب ذلك هجوم بالوحدات الجوية من قاذفات ومقاتلات لتدمير النقاط الدفاعية للعدو، بعد ذلك يأتي دور وحدات المدرعات التي تتبعها وحدات مشاة ميكانيكية مجهزة بآليات مدرعة ومدفعية مضادة للطائرات. الاتصالات اللاسلكية سمحت بالتنسيق الوثيق الضروري لمثل هذه الهجمات، وسمحت بتنسيق مع القوات الجوية. كما انتهك النازيون قواعد الاشتباك التي كانت تحكم الأمم في وقت سابق في الحرب (مثل هذه الانتهاكات التي اعتبرت بعد الحرب كجرائم ضد السلام) لأنها ابتكرت أساليب جديدة في الحرب. ينعكس المحور بدايةً من حلقات الحلفاء للقوات الألمانية المفرطة في العلمين وستالينجراد الناتجة عن تبني القوات البريطانية والسوفيتية الاستراتيجيات الميدانية النازية، وبما أن الولايات المتحدة أصبحت مشاركًا في الحرب، فقد تبنت تقنيات الهجوم الجوي على ألمانيا النازية.

## الحواشي
1. ↑  "History of the Holocaust – An Introduction". Jewishvirtuallibrary.org. 19 أبريل 1943. مؤرشف من الأصل في 2017-01-13. اطلع عليه بتاريخ 2011-11-13.
2. ↑  Luke Harding in Moscow (5 يونيو 2007). "Pipeline workers find mass grave of Jews killed by Nazis". The Guardian. UK. مؤرشف من الأصل في 2019-12-28. اطلع عليه بتاريخ 2011-11-13.
3. ↑  Volker R. Berghahn "Germans and Poles 1871–1945" in "Germany and Eastern Europe: Cultural Identities and Cultural Differences", Rodopi 1999
4. ↑  Poles Vote to Seek War Reparations, دويتشه فيله, 11 September 2004 "نسخة مؤرشفة". مؤرشف من الأصل في 2010-04-03. اطلع عليه بتاريخ 2019-12-28.{{استشهاد ويب}}:  صيانة الاستشهاد: BOT: original URL status unknown (link)
5. ↑  Concise statistical year-book of Poland, Polish Ministry of Information. London June 1941 P.9 & 10
6. ↑  The Expulsion of Germans from Poland, Revisited نسخة محفوظة 12 June 2007 على موقع واي باك مشين., H-Net Review
7. ↑  A. Dirk Moses, Genocide and Settler Society: Frontier Violence and Stolen Indigenous Children in Australian History, Google Print, p.260 نسخة محفوظة 16 يونيو 2016 على موقع واي باك مشين.
8. ↑  Tadeusz Piotrowski, Poland's Holocaust: Ethnic Strife, Collaboration with Occupying Forces and Genocide in the Second Republic, 1918–1947, Google Print, p.22 نسخة محفوظة 14 نوفمبر 2012 على موقع واي باك مشين.
9. ↑  "Leaders mourn Soviet wartime dead". BBC News. 9 مايو 2005. مؤرشف من الأصل في 2019-12-22. اطلع عليه بتاريخ 2011-11-13.
10. ↑  Zvi Gitelman, History, Memory and Politics: The Holocaust in the Soviet Union نسخة محفوظة 10 أكتوبر 2008 على موقع واي باك مشين.
11. ↑  "Soviet Prisoners of War: Forgotten Nazi Victims of World War II". Historynet.com. مؤرشف من الأصل في 2008-03-30. اطلع عليه بتاريخ 2011-11-13.
12. ↑  The United States and Forced Repatriation of Soviet Citizens, 1944–47 by Mark Elliott Political Science Quarterly, Vol. 88, No. 2 (Jun., 1973), pp. 253–275
13. ↑  "Forced Repatriation to the Soviet Union: The Secret Betrayal". Hillsdale.edu. مؤرشف من الأصل في 2012-02-07. اطلع عليه بتاريخ 2011-11-13.
14. ↑  "The warlords: Joseph Stalin". Channel4.com. مؤرشف من الأصل في 2009-04-25. اطلع عليه بتاريخ 2011-11-13.
15. ↑  Remembrance (Zeithain Memorial Grove) نسخة محفوظة 13 October 2007 على موقع واي باك مشين. [وصلة مكسورة]
16. ↑  Getty, Rittersporn, Zemskov. "Victims of the Soviet Penal System in the Pre-war Years". مؤرشف من الأصل في 11 June 2008. اطلع عليه بتاريخ أغسطس 2020. {{استشهاد ويب}}: تحقق من التاريخ في: |تاريخ الوصول= (مساعدة)صيانة الاستشهاد: أسماء متعددة: قائمة المؤلفين (link)
17. ↑  "Репатриация перемещённых советских граждан // Виктор Земсков". Scepsis.ru. مؤرشف من الأصل في 2013-01-16. اطلع عليه بتاريخ 2011-11-13.
18. ↑  "Khatyn WWII Memorial in Belarus". Belarusguide.com. 22 مارس 1943. مؤرشف من الأصل في 2018-09-12. اطلع عليه بتاريخ 2011-11-13.
19. ↑  "Partisan Resistance in Belarus during World War II". Belarusguide.com. مؤرشف من الأصل في 2018-07-17. اطلع عليه بتاريخ 2011-11-13.
20. ↑  "Ukraine :: World War II and its aftermath". Britannica.com. مؤرشف من الأصل في 2008-06-21. اطلع عليه بتاريخ 2011-11-13.
21. ↑  "BBC - History - British History in depth: Britain, the Commonwealth and the End of Empire" en-GB (بالإنجليزية البريطانية). Archived from the original on 2019-05-29. Retrieved 2019-12-28. {{استشهاد ويب}}: الوسيط غير صالح |script-title=: بادئة مفقودة (help)
22. ↑  Tim Kane, PhD., Global U.S. Troop Deployment, 1950–2003 نسخة محفوظة 28 February 2007 على موقع واي باك مشين., Heritage Foundation 27 October 2004
23. ↑  Ray Salvatore Jennings "The Road Ahead: Lessons in Nation Building from Japan, Germany, and Afghanistan for Postwar Iraq نسخة محفوظة 14 May 2008 على موقع واي باك مشين. May 2003, Peaceworks No. 49 pg.15 [وصلة مكسورة]
24. ↑  Pas de Pagaille! تايم 28 July 1947. نسخة محفوظة 28 أغسطس 2013 على موقع واي باك مشين. [وصلة مكسورة]
25. ↑  Amos Yoder, "The Ruhr Authority and the German Problem", The Review of Politics, Vol. 17, No. 3 (Jul., 1955), pp. 345–358
26. ↑  C. Lester Walker "Secrets By The Thousands", مجلة هاربر. October 1946 نسخة محفوظة 6 فبراير 2019 على موقع واي باك مشين.
27. ↑  Norman M. Naimark The Russians in Germany pg. 206. (Naimark refers to Gimbels book)
28. ↑  The $10 billion compares to the U.S. annual GDP of $258 billion in 1948.
29. ↑  The $10 billion compares to the total Marshall plan expenditure (1948–1952) of $13 billion, of which Germany received $1.4 billion (partly as loans).
30. ↑  Steven Bela Vardy and T. Hunt Tooley, eds. Ethnic Cleansing in Twentieth-Century Europe (ردمك 0-88033-995-0). subsection by Richard Dominic Wiggers, "The United States and the Refusal to Feed German Civilians after World War II"
31. ↑  S. P. MacKenzie "The Treatment of Prisoners of War in World War II" The Journal of Modern History, Vol. 66, No. 3. (Sep., 1994), pp. 487–520.
32. ↑  Jonas Tjersland, Tyske soldater brukt som mineryddere, فيردينس غانغ, 8 April 2006 "نسخة مؤرشفة". مؤرشف من الأصل في 2007-11-01. اطلع عليه بتاريخ 2019-12-28.{{استشهاد ويب}}:  صيانة الاستشهاد: BOT: original URL status unknown (link)
33. ↑  Norman M. Naimark. The Russians in Germany: A History of the Soviet Zone of Occupation, 1945–1949. Harvard University Press, 1995. (ردمك 0-674-78405-7) pp. 132,133
34. ↑  Children were starved in war aftermath, Copenhagen Post, 15 April 2005 نسخة محفوظة 27 سبتمبر 2007 على موقع واي باك مشين. [وصلة مكسورة]
35. ↑  Manfred Ertel, Denmark's Myths Shattered: A Legacy of Dead German Children, دير شبيغل, 16 May 2005 "نسخة مؤرشفة". مؤرشف من الأصل في 2012-04-24. اطلع عليه بتاريخ 2019-12-28.{{استشهاد ويب}}:  صيانة الاستشهاد: BOT: original URL status unknown (link)
36. ↑  Andrew Osborn, Documentary forces Danes to confront past, ذا أوبزرفر, 9 February 2003 نسخة محفوظة 5 مارس 2020 على موقع واي باك مشين.
37. ↑  Danish Study Says German Children Abused, دويتشه فيله, 10 April 2005 "نسخة مؤرشفة". مؤرشف من الأصل في 2009-07-26. اطلع عليه بتاريخ 2019-12-28.{{استشهاد ويب}}:  صيانة الاستشهاد: BOT: original URL status unknown (link)
38. ↑  "Convention on the Prevention and Punishment of the Crime of Genocide, New York, 9 December 1948". مؤرشف من الأصل في 2012-11-16. اطلع عليه بتاريخ 2012-12-07.
39. ↑  "International Humanitarian Law - Fourth 1949 Geneva Convention". مؤرشف من الأصل في 2013-04-11. اطلع عليه بتاريخ 2012-12-07.